# Gráf szívóssága

Ebben a gráfban a négy piros csúcs eltávolítása négy (különböző színekkel jelölt) összefüggő komponenst eredményezne. Nincs azonban k olyan csúcs, melyek eltávolítása k-nál több komponenst hozna létre. Ezért a gráf szívóssága pontosan 1.

A matematika, azon belül a gráfelmélet területén egy gráf szívóssága (toughness) a gráf összefüggőségének egyik mértéke. Adott t valós számra egy G gráf akkor t-szívós, ha minden k > 1 egész számra igaz, hogy G nem osztható fel k különböző összefüggő komponensre tk-nál kevesebb csúcs eltávolításával. Például egy gráf akkor 1-szívós, ha csúcsok egy halmazának eltávolításával legfeljebb annyi új komponense keletkezik, ahány csúcsot eltávolítunk. Egy gráf szívóssága, τ(G), az a maximális t, amire a gráf t-szívós; ez minden véges gráfra véges, a teljes gráfok kivételével, melyeknek megállapodás szerint végtelen szívósságot tulajdonítunk.
A G gráfot minimálisan t-szívósnak nevezzük, ha τ (G) = t, és bármely e ∈ E(G) él esetén τ (G − e) < t teljesül.
A gráfok szívósságával először Václav Chvátal (1973) foglalkozott. Azóta jelentős irodalma keletkezett a kérdésnek, (Bauer, Broersma & Schmeichel 2006) összefoglaló munkája 99 tételt és 162 tanulmányt jegyez fel a témában.
Analóg fogalom a csúcsok helyett élek eltávolításával definiált erősség (strength of a graph).

## Példák
Egy útgráf k csúcsának eltávolítása a megmaradó gráfok akár k + 1 összefüggő komponensre bonthatja. A komponensek és az eltávolított csúcsok aránya akkor a legnagyobb, ha egyetlen csúcsot törlünk az útgráf belsejéből, így két komponensre bontva azt. Így az útgráfok ½-szívósak. Ezzel szemben egy körgráfból k csúcs eltávolításával legfeljebb k, időnként pedig pontosan k összefüggő komponenst hagy meg, ezért a kör 1-szívós.

## Csúcsösszefüggőséggel való kapcsolata
Ha egy gráf t-szívós, annak egyik következménye, hogy (a k = 2 esetből láthatóan) bármely 2t − 1 csúcsa eltávolítható a gráf kettészakadása nélkül. Más szóval, minden t-szívós gráf egyben 2t-szeresen összefüggő.

## Kapcsolat a Hamilton-körrel
(Chvátal 1973) megfigyelte, hogy minden kör, és így minden Hamilton-kört tartalmazó gráf is 1-szívós; tehát az 1-szívósság a Hamilton-kör létezésének szükséges feltétele. Sejtése szerint a szívósság és a Hamilton-kör létezése közötti kapcsolat kétirányú: létezik olyan t küszöbérték, amire minden t-szívós gráf tartalmaz Hamilton-kört. Chvátal eredeti sejtése szerint t = 2, amiből következett volna a Fleischner-tétel is, de (Bauer, Broersma & Veldman 2000) ellenpéldát adott rá. Nyitott kérdés, hogy létezik-e nagyobb küszöbérték a Hamilton-kör létezésére, ez Chvátal szívóssági sejtése (Chvátal's toughness conjecture). Mindenesetre, ha igaz a sejtés, a küszöbérték biztosan nagyobb {\displaystyle {9 \over 4}}-nél.

## Szívóssággal kapcsolatos sejtések
Kriesell-sejtés: Legyen G egy minimálisan 1-szívós gráf. Ekkor G-ben létezik másodfokú csúcs.

## Számítási bonyolultság
Annak tesztelése, hogy egy gráf 1-szívós-e, co-NP-teljes probléma. Tehát az az eldöntési probléma, melyre a válasz „igen” a nem 1-szívós gráfokra és „nem” az 1-szívósakra, NP-teljes. Ugyanez igaz bármely állandóra vett q racionális számra: a q-szívósság tesztelése co-NP-teljes (Bauer, Hakimi & Schmeichel 1990).

## Fordítás
- Ez a szócikk részben vagy egészben a Graph toughness című angol Wikipédia-szócikk ezen változatának fordításán alapul.  Az eredeti cikk szerkesztőit annak laptörténete sorolja fel. Ez a jelzés csupán a megfogalmazás eredetét és a szerzői jogokat jelzi, nem szolgál a cikkben szereplő információk forrásmegjelöléseként.